# Hörcsi és Gretel
A Hörcsi és Gretel (eredeti cím: Hamster & Gretel) 2022 és 2025 között vetített amerikai 2D-s számítógépes animációs vígjátéksorozat, amelyet Dan Povenmire alkotott.
Amerikában 2022. augusztus 12-én, míg Magyarországon 2023. június 5-én mutatta be a Disney Channel.
2023 januárjában berendelték a második évadot.

## Ismertető
Egy 16 éves fiúnak, Kevinnek együtt kell dolgoznia húgával, Gretellel, amikor ő és házi hörcsöge szuperképességeket kapnak az idegenektől, és szuperhős duóvá válnak, akiknek az a feladatuk, hogy megvédjék a városukat.

## Szereplők

### Főszereplők
| Szereplő              | Eredeti hang     | Magyar hang          | Leírás |
| --------------------- | ---------------- | -------------------- | --- |
| Gretel Grant-Gomez    | Meli Povenmire   | Schmidt Karolina     | Kevin izgága kishúga, aki szuperképességekre tesz szert, és szuperhősnővé válik. Bár jót akar, hajlamos a problémákat nyers erővel súlyosbítani. |
| Kevin Grant-Gomez     | Michael Cimino   | Papp-Horváth Levente | 16 éves fiú és Gretel bátyja, aki megpróbálja támogatni Gretel és a hörcsögöt abban, hogy szuperhősök legyenek. Annak ellenére, hogy saját szuperképességei nincsenek, ő a csoport agya, mivel gyors észjárású és képes megoldani a problémákat a legrosszabb pillanatokban. |
| Hörcsi                | Beck Bennett     | Faragó András        | Kevin és Gretel sztoikus házi hörcsöge, aki Gretellel együtt szuperképességeket kap. Megkapja a beszéd képességét is, de általában csak komikus pillanatokban beszél. |
| Winifred "Fred" Grant | Joey King        | Boldog Emese         | Kevin és Gretel szarkasztikus, cinikus és a technikához értő unokatestvére, aki a csapat technikai támogatását végzi. |
| Dave Grant-Gomez      | Matt Jones       | Hám Bertalan         | Kevin és Gretel apja, aki egy lakóparkban dolgozik, mint épületfelügyelő. |
| Carolina Grant-Gomez  | Carolina Ravassa | Vámos Mónika         | Kevin és Gretel különc, de bölcs venezuelai anyja, aki ápolónőként dolgozik. |

### Mellékszereplők
| Szereplő       | Eredeti hang        | Magyar hang                                                     | Leírás |
| -------------- | ------------------- | --------------------------------------------------------------- | --- |
| Churro         | Dee Bradley Baker   | Eredeti hang                                                    | A Grant-Gomez családi kutyája, akinek csínytevései néha a gazdái útjába kerülnek.                          |
| Abuelita Gomez | Jenny Lorenzo       | Halász Aranka                                                   | Carolina szigorú édesanyja, Kevin és Gretel nagymamája.                                                    |
| Bailey Carter  | Priah Ferguson      | Bak Julianna (1. évad) Prokópius Maja (2. évad)                 | Gretel legjobb barátja, aki szintén nagy rajongója a szuperhős Gretelnek.                                  |
| Roman Carter   | Michael-Leon Wooley | Papucsek Vilmos                                                 | Bailey apja, aki videojáték-producerként dolgozik.                                                         |
| Nordle         | Pamela Adlon        | Rostás Ábel                                                     | Stréber és gazdag fiú Gretel osztályában, aki a Dr. Felkiáltójel fia, de nem érdekli a gazemberség.        |
| Veronica Hill  | Liza Koshy          | Pap Katalin                                                     | Nyers, fanyar hangú híradós riporter, aki gyakran beleszövi személyes problémáit az aktuális történetekbe. |
| Hiromi Tanaka  | Hiromi Dames        | Kobela Kíra                                                     | Egy képregényboltban dolgozó lány, aki egyben Kevin szerelme is.                                           |
| Naya           | Abby Espiritu       | Miklós Eponin                                                   | Kevin és Fred gimnáziumának pompomlánya.                                                                   |
| Andrew         | Jeff "Swampy" Marsh | Bartók János                                                    | Idős sakkozó, aki Clyde-dal együtt mindig sakkoznak a városban.                                            |
| Alien          | Dan Povenmire       | Németh Attila István (1. évad) Horváth-Töreki Gergely (2. évad) | A láthatatlan entitás, aki egy UFO-ban utazik, és szuperképességeket ad véletlenszerű idegeneknek.         |

### Gonoszok
| Szereplő            | Eredeti hang    | Magyar hang       | Leírás |
| ------------------- | --------------- | ----------------- | --- |
| Dr. Felkiáltójel    | Phil LaMarr     | Borbiczki Ferenc  | Írásjelekkel foglalkozó szupergonosz, akinek rövidek a karjai, mert egy balesetben elvesztette a könyökét, és most azt akarja, hogy a világ meghajoljon előtte.                                                                                          |
| Lauren / Elrettentő | Alyson Stoner   | Sipos Eszter Anna | Ikrek, akik ugyanolyan idegenekkel találkoztak, mint Hörcsi és Gretel, és hasonló képességekkel ruházták fel őket. Az utóbbiakkal ellentétben nekik azt mondták, hogy használják az erejüket gonoszságra, és ennek következtében szupergonoszokká váltak |
| Lyle / Ökölverő     | Brock Powell    | Elek Ferenc       | Ikrek, akik ugyanolyan idegenekkel találkoztak, mint Hörcsi és Gretel, és hasonló képességekkel ruházták fel őket. Az utóbbiakkal ellentétben nekik azt mondták, hogy használják az erejüket gonoszságra, és ennek következtében szupergonoszokká váltak |
| Rodney Villámpants  | James Adomian   | Jantyik Csaba     | Cowboy, akinek elektrokinesze van és mélyen gyűlöli a mobiltelefonokat. |
| Professzőr          | Casey Hamilton  | Péter Richárd     | Érző Van Dyke szakáll, aki képes megszállni az embereket azáltal, hogy az arcukra tapad. |
| La Cebolla          | Karina La Voz   | Nádasi Veronika   | Egykori telenovella-sztárból lett gonosztevő, aki találkozott a láthatatlan földönkívüliekkel, akik képessé tették arra, hogy kommunikáljon a hagymával és a hagymával kapcsolatos növényekkel.                                                          |
| CopyCat             | Eric Bauza      | Szabó Andor       | Képregényes stréber, akinek hatalmas vagyonkezelői tőkéje és mérnöki diplomája van, és aki a "Man Cat" képregényfigurán alapuló szuperruhát talál fel.                                                                                                   |
| Neighslayer         | Thomas Sanders  | Mesterházy Gyula  | Egykori atlétikai sztár, aki egy félresikerült kísérlet után félig ló, félig ember mutánssá mutálódott. Ennek következtében emberi karjai és lábai helyett lópaták lettek.                                                                               |
| Dr. Eelgood         | Keith Ferguson  | Rosta Sándor      | Őrült tudós, aki bosszút esküdött a helyi akváriumon, és genetikailag létrehozott egy szinte elpusztíthatatlan angolnát. Dave egyik bérlője volt, bár kilakoltatták, amikor lelepleződtek a kísérletei.                                                  |
| X-Terminator        | John DiMaggio   | Háda János        | Szupergonosz, aki bosszút áll mindenféle rágcsáló ellen, miután emberi teste véletlenül összeolvadt a patkányfogó eszközével. |
| Bob Infantiburg     | Brock Powell    | Potocsny Andor    | Volt polgármesterjelölt és Veronica Hill volt barátja, aki véletlenül kaiju méretű babává változtatta magát. |
| Tina                | Camryn Grimes   | Blazsó Regina     | Új diák Gretel és Bailey osztályában, akiről kiderül, hogy Bolgylvania országának kémje. |
| Fülbemászó          | Adam Rose       | Bozsó Péter       | Dalszerző főgonosz, akinek gonosz dallama hipnotizálja Hörcsit és Gretelt. |
| Christine DuPoulet  | Cree Summer     | Németh Kriszta    | A korábbi csirke-szerű iskolai kabala, amely minden iskolai előadást megpróbál szabotálni, miután az East Side Plumber kabalára cserélték le. |
| Imposztor           | Diedrich Bader  | Sörös Miklós      | Gonosztevő, aki több álruhát visel.. |
| Belle               | Karalynn Dunton | Kardos Eszter     | Közösségi média influencer, aki lejárató kampányt indít Hörcsi és Gretel ellen, hogy növelje követőinek számát. |

### Magyar változat
- Bemondó: Megyeri János
- Magyar szöveg: Tóth Gábor
- Dalszöveg: Cseh Dávid Péter
- Hangmérnők: Lipics Bálint
- Vágó: Schuták László
- Gyártásvezető: Bogdán Anikó
- Zenei rendező: Császár Bíró Szabolcs
- Szinkronrendező: Király Adrián (1–45. rész), Turóczi Izabell (46–50. rész)
- Produkciós vezető: Orosz Katalin

A szinkront az Iyuno Hungary készítette.

## Évados áttekintés
| Évad | Évad | Epizódok | Eredeti sugárzás     | Eredeti sugárzás  | Magyar sugárzás   | Magyar sugárzás   |
| Évad | Évad | Epizódok | Évadpremier          | Évadfinálé        | Évadpremier       | Évadfinálé        |
| ---- | ---- | -------- | -------------------- | ----------------- | ----------------- | ----------------- |
|      | 1    | 30       | 2022. augusztus 12.  | 2023. december 9. | 2023. június 5.   | 2024. április 26. |
|      | 2    | 20       | 2024. szeptember 14. | 2025. április 13. | 2024. december 9. | 2025. június 20.  |

## Epizódok

### 1. évad (2022-2023)
| #   | #   | Eredeti cím                                     | Magyar cím                                  | Rendező                                    | Író                                | Eredeti premier      | Magyar premier    |
| --- | --- | ----------------------------------------------- | ------------------------------------------- | ------------------------------------------ | ---------------------------------- | -------------------- | ----------------- |
| 1.  | 1.  | Empower Failure                                 | Áramszünet                                  | Dan Povenmire és Amber Tornquist Hollinger | Dan Povenmire                      | 2022. augusztus 12.  | 2023. június 5.   |
| 1.  | 1.  | Oakey Dokey                                     | Az öreg tölgy                               | Dan Povenmire és Tricia Garcia             | Dan Povenmire                      | 2022. augusztus 12.  | 2023. június 5.   |
| 2.  | 2.  | Recipe for Disaster                             | Gasztró-dráma                               | Tricia Garcia                              | Jim Bernstein                      | 2022. augusztus 13.  | 2023. június 6.   |
| 2.  | 2.  | Math Punch                                      | Ütős matek                                  | Amber Tornquist Hollinger                  | Joshua Pruett                      | 2022. augusztus 13.  | 2023. június 6.   |
| 3.  | 3.  | Superhero Sibling Rivalry                       | Testvéri szuperviszály                      | Amber Tornquist Hollinger                  | Joshua Pruett                      | 2022. augusztus 20.  | 2023. június 7.   |
| 3.  | 3.  | Close Shave                                     | Szörszálhasogatás                           | Tricia Garcia                              | Valerie Breiman                    | 2022. augusztus 20.  | 2023. június 7.   |
| 4.  | 4.  | Cheer Cheer Bang Bang                           | Pom-pom banditák                            | Amber Tornquist Hollinger                  | Amanda Domenech                    | 2022. augusztus 27.  | 2023. június 8.   |
| 4.  | 4.  | La Ballad of La Cebolla                         | La Cabolla balladája                        | Tricia Garcia                              | Alex Estrada                       | 2022. augusztus 27.  | 2023. június 8.   |
| 5.  | 5.  | Comic Shop CopyCat                              | Utánozás macskaszokás                       | Amber Tornquist Hollinger                  | Joshua Pruett                      | 2022. szeptember 3.  | 2023. június 9.   |
| 5.  | 5.  | Neigh, It Ain't So!                             | Kilóg a lóláb                               | Tricia Garcia                              | Amanda Domenech                    | 2022. szeptember 3.  | 2023. június 9.   |
| 6.  | 6.  | Saturday Homecoming Fever                       | Szombati sulibuli láz                       | Amber Tornquist Hollinger                  | Amanda Domenech                    | 2022. szeptember 10. | 2023. június 12.  |
| 6.  | 6.  | Dr. Eelgood                                     | Angolna doktor                              | Tricia Garcia                              | Alex Estrada                       | 2022. szeptember 10. | 2023. június 12.  |
| 7.  | 7.  | The Opposite of Smart                           | Az okos ellentéte                           | Amber Tornquist Hollinger                  | Valerie Breiman                    | 2022. szeptember 17. | 2023. június 13.  |
| 7.  | 7.  | Birthday Besties                                |                                             | Tricia Garcia                              | Joanna Hausmann                    | 2022. szeptember 17. | 2023. június 13.  |
| 8.  | 8.  | I'm Bored                                       | Unatkozom                                   | Tricia Garcia                              | Amanda Domenech                    | 2022. szeptember 24. | 2023. június 14.  |
| 8.  | 8.  | Cutie and the Beast                             | A cukiság és a szörnyeteg                   | Tricia Garcia                              | Jim Bernstein                      | 2022. szeptember 24. | 2023. június 14.  |
| 9.  | 9.  | The Nightmarionette                             | A lidércnyomás                              | Amber Tornquist Hollinger                  | Jim Bernstein                      | 2022. október 1.     | 2023. június 15.  |
| 9.  | 9.  | Abuelita's World                                | Abuelita világa                             | Amber Tornquist Hollinger                  | Joanna Hausmann                    | 2022. október 1.     | 2023. június 15.  |
| 10. | 10. | U.F. UH-OH!                                     | U.F. Ó!                                     | Amber Tornquist Hollinger                  | Valerie Breiman                    | 2022. október 8.     | 2023. június 16.  |
| 10. | 10. | U.F. UH-OH!                                     | U.F. Ó!                                     | Tricia Garcia                              | Joshua Pruett                      | 2022. október 8.     | 2023. június 16.  |
| 11. | 11. | Grounded                                        | Szobafogságban                              | Tricia Garcia                              | Valerie Breiman és Joshua Pruett   | 2022. november 12.   | 2023. október 23. |
| 11. | 11. | Sleepover With the Enemy                        | Pizsamaparti az ellenséggel                 | Amber Tornquist Hollinger és Erik Kling    | Joanna Hausmann és Alex Estrada    | 2022. november 12.   | 2023. október 23. |
| 12. | 12. | Friday Night Fright                             | Péntek esti frász                           | Amber Tornquist Hollinger és Erik Kling    | Amanda Domenech                    | 2022. november 19.   | 2023. október 24. |
| 12. | 12. | The Earworm                                     | A fülbemászó                                | Tricia Garcia                              | Valerie Breiman                    | 2022. november 19.   | 2023. október 24. |
| 13. | 13. | A Mammoth Problem                               | Fáni félelem                                | Amber Tornquist Hollinger és Erik Kling    | Jim Bernstein                      | 2022. november 26.   | 2023. október 25. |
| 13. | 13. | The Bantam of the Elementary School Light Opera | A vígopera bantamja                         | Tricia Garcia                              | Alex Estrada                       | 2022. november 26.   | 2023. október 25. |
| 14. | 14. | Hamnesia                                        | Amnézia                                     | Amber Tornquist Hollinger és Erik Kling    | Jim Bernstein                      | 2023. február 4.     | 2023. október 26. |
| 14. | 14. | Romancing the Scone                             | A gonoszság pogácsája                       | Tricia Garcia                              | Jim Bernstein                      | 2023. február 4.     | 2023. október 26. |
| 15. | 15. | For Whom the Belle Trolls                       | Igazság vagy gazság?                        | Amber Tornquist Hollinger és Erik Kling    | Valerie Breiman                    | 2023. február 11.    | 2023. október 27. |
| 15. | 15. | An Arthouse Divided                             | Ne vetíts, haver!                           | Tricia Garcia                              | Alex Estrada                       | 2023. február 11.    | 2023. október 27. |
| 16. | 16. | The Litigator vs. The Luchador                  | Támadóügyvéd kontra El Luchador             | Jordan Rosato                              | Amanda Domenech                    | 2023. február 18.    | 2023. október 30. |
| 16. | 16. | Strawberry Fest Forever                         | A szamóca fesztivál                         | Erik Kling                                 | Valerie Breiman                    | 2023. február 18.    | 2023. október 30. |
| 17. | 17. | The Bottle Episode                              | Üveges professzor                           | Jordan Rosato                              | Alex Estrada és Joanna Hausmann    | 2023. február 23.    | 2023. október 31. |
| 17. | 17. | Micromanager                                    | Kis nagy főnök                              | Tricia Garcia                              | Jim Bernstein és Joshua Pruett     | 2023. február 23.    | 2023. október 31. |
| 18. | 18. | When Life Gives You Lemons                      | Ha az élet citromot ad…                     | Erik Kling                                 | Joanna Hausmann                    | 2023. március 4.     | 2023. november 1. |
| 18. | 18. | Self-HEELP!                                     | Gőgös gúnár Charle                          | Tricia Garcia                              | Amanda Domenech és Joanna Hausmann | 2023. március 4.     | 2023. november 1. |
| 19. | 19. | My Invisible Friend                             | A láthatatlan barát                         | Jordan Rosato                              | Jim Bernstein és Amanda Domenech   | 2023. március 11.    | 2023. november 2. |
| 19. | 19. | The Bitter Sitter                               | A hős bébicsősz                             | Erik Kling                                 | Valerie Breiman                    | 2023. március 11.    | 2023. november 2. |
| 20. | 20. | Let's Sea What You've Got                       | Nyári sünidő                                | Tricia Garcia                              | Valerie Breiman                    | 2023. június 24.     | 2023. november 3. |
| 20. | 20. | Churro's Day Out                                | Churro elszabadul                           | Jordan Rosato                              | Amanda Domenech                    | 2023. június 24.     | 2023. november 3. |
| 21. | 21. | Crimson Haste Makes Waste                       | Nyakig a szószban                           | Erik Kling                                 | Joshua Pruett                      | 2023. július 1.      | 2024. április 15. |
| 21. | 21. | The Break-Stuff Club                            | A Tőr-Zúz Klub                              | Tricia Garcia                              | Alex Estrada                       | 2023. július 1.      | 2024. április 15. |
| 22. | 22. | Over the Hill                                   | Hill-telen döntés                           | Jordan Rosato                              | Valerie Breiman                    | 2023. július 8.      | 2024. április 16. |
| 22. | 22. | The Ice Queen Cometh                            | Jég veled                                   | Erik Kling                                 | Filip Jeremic                      | 2023. július 8.      | 2024. április 16. |
| 23. | 23. | La Sombrerona                                   | La Sombrerona                               | Tricia Garcia                              | Joanna Hausmann és Jim Bernstein   | 2023. július 15.     | 2024. április 17. |
| 23. | 23. | Two Girls, A Guy, and the Council of Düm        | Két lány, egy fiú és a Simlis Szövetség     | Jordan Rosato                              | Alex Estrada                       | 2023. július 15.     | 2024. április 17. |
| 24. | 24. | Nano a Nano                                     | A mikrobik támadása                         | Erik Kling                                 | Jim Bernstein                      | 2023. október 14.    | 2024. április 18. |
| 24. | 24. | The Ultimate History of Dr. MedusaSaurus        | Dr. MedusaSaurus rejtélyes el- és feltűnése | Tricia Garcia                              | Joshua Pruett                      | 2023. október 14.    | 2024. április 18. |
| 25. | 25. | No Sprain, No Gain                              | Behálózva                                   | Jordan Rosato                              | Amanda Domenech                    | 2023. október 21.    | 2024. április 19. |
| 25. | 25. | Finding Professor Ex                            | Dr. Felkiáltójel nyomában                   | Erik Kling                                 | Jim Bernstein és Alex Estrada      | 2023. október 21.    | 2024. április 19. |
| 26. | 26. | Bayou Barb                                      | Mocsári kaland                              | Tricia Garcia                              | Filip Jeremic                      | 2023. október 28.    | 2024. április 22. |
| 26. | 26. | The Great Pillow War                            | A nagy párnacsata-háború                    | Jordan Rosato                              | Valerie Breiman és Amanda Domenech | 2023. október 28.    | 2024. április 22. |
| 27. | 27. | Shush Hour                                      | Csendóra                                    | Erik Kling                                 | Joshua Pruett                      | 2023. november 4.    | 2024. április 23. |
| 27. | 27. | I Was a Teenage Mad Scientist                   | Egy őrült kamasz tudós voltam               | Tricia Garcia                              | Alex Estrada és Joanna Hausmann    | 2023. november 4.    | 2024. április 23. |
| 28. | 28. | Too Many Crooks                                 | Túl sok csaló                               | Jordan Rosato                              | Valerie Breiman                    | 2023. november 11.   | 2024. április 24. |
| 28. | 28. | President Fred                                  | Fred elnöksége                              | Erik Kling                                 | Joanna Hausmann és Filip Jeremic   | 2023. november 11.   | 2024. április 24. |
| 29. | 29. | Flake It Till You Make It                       | Különös jövevény                            | Tricia Garcia                              | Jim Bernstein                      | 2023. december 2.    | 2024. április 25. |
| 29. | 29. | Game Changer                                    | Bajnokság                                   | Jordan Rosato                              | Amanda Domenech                    | 2023. december 2.    | 2024. április 25. |
| 30. | 30. | Exclamation Strikes Back                        | Felkiáltójel visszavág                      | Tricia Garcia és Erik Kling                | Joshua Pruett                      | 2023. december 9.    | 2024. április 26. |

### 2. évad (2024-2025)
| #   | #   | Eredeti cím                              | Magyar cím                            | Rendező                                      | Író                                                            | Eredeti premier      | Magyar premier     |
| --- | --- | ---------------------------------------- | ------------------------------------- | -------------------------------------------- | -------------------------------------------------------------- | -------------------- | ------------------ |
| 31. | 1.  | Hakuna Ma Kevin                          | Hakuna MaKevin                        | Jordan Rosato                                | Filip Jeremic                                                  | 2024. szeptember 14. | 2024. december 9.  |
| 31. | 1.  | The Great American Telenovela            | A nagy amerikai szappanopera          | Erik Kling                                   | Alex Estrada                                                   | 2024. szeptember 14. | 2024. december 9.  |
| 32. | 2.  | Lair Necessities                         | Barlangszükséglet                     | Tricia Garcia                                | Amanda Domenech és Joshua Pruett                               | 2024. szeptember 14. | 2024. december 10. |
| 32. | 2.  | Tobor or Not Tobor                       | Tobor vagy nem Tobor                  | Jordan Rosato                                | Jim Bernstein                                                  | 2024. szeptember 14. | 2024. december 10. |
| 33. | 3.  | Evil Upheaval                            | Gonosz felfordulást                   | Erik Kling                                   | Valerie Breiman                                                | 2024. szeptember 21. | 2024. december 11. |
| 33. | 3.  | Ay, Ay, A.I.                             | Ajaj, robotbaj!                       | Tricia Garcia                                | Alexis Pereira                                                 | 2024. szeptember 21. | 2024. december 11. |
| 34. | 4.  | Stress Brawl                             | Stressz para                          | Jordan Rosato                                | Alex Estrada és Joanna Hausmann                                | 2024. szeptember 21. | 2024. december 12. |
| 34. | 4.  | I Love Luchie                            | Szeretem Luchie-t                     | Erik Kling                                   | Filip Jeremic                                                  | 2024. szeptember 21. | 2024. december 12. |
| 35. | 5.  | The More The Meteor                      | Űrgubanc                              | Bob Bowen és Tricia Garcia                   | Joanna Hausmann és Joshua Pruett                               | 2024. szeptember 28. | 2024. december 13. |
| 35. | 5.  | My Hammie Vice                           | Hörcsi, a tégla                       | Jordan Rosato                                | Jim Bernstein                                                  | 2024. szeptember 28. | 2024. december 13. |
| 36. | 6.  | Last Fred Standing                       | Utolsó Fred                           | Erik Kling                                   | Amanda Domenech                                                | 2024. szeptember 28. | 2024. december 16. |
| 36. | 6.  | From Dust Till Dawn                      | Portól hajnalig                       | Tricia Garcia                                | Alexis Pereira                                                 | 2024. szeptember 28. | 2024. december 16. |
| 37. | 7.  | I Think Therefore I Slam                 | Azt hiszem, ezért lecsapok            | Erik Kling                                   | Jordan Rosato                                                  | 2024. október 5.     | 2024. december 17. |
| 37. | 7.  | Thanks, But No Pranks                    | Köszönöm, de semmi csínyt             | Alex Estrada, Alexis Pereira ésJoshua Pruett | Valerie Breiman                                                | 2024. október 5.     | 2024. december 17. |
| 38. | 8.  | The Silence of the Tchotchkes            | Tchotchkék csendje                    | Jordan Rosato                                | Alex Estrada                                                   | 2024. október 5.     | 2024. december 18. |
| 38. | 8.  | A Car is Born                            | Autó születik                         | Tricia Garcia                                | Filip Jeremic                                                  | 2024. október 5.     | 2024. december 18. |
| 39. | 9.  | Who's In Charge?                         | Ki a főnök?                           | Erik Kling                                   | Jim Bernstein                                                  | 2024. október 12.    | 2024. december 19. |
| 39. | 9.  | Fools of Engagement                      | Az elkötelezettség bolondjai          | Tricia Garcia                                | Valerie Breiman                                                | 2024. október 12.    | 2024. december 19. |
| 40. | 10. | The New Adventures of Super Kevin        | Szuper Kevin új kalandjai             | Jordan Rosato                                | Jim Bernstei                                                   | 2024. október 12.    | 2024. december 20. |
| 40. | 10. | The New Adventures of Super Kevin        | Szuper Kevin új kalandjai             | Erik Kling                                   | Alexis Pereira                                                 | 2024. október 12.    | 2024. december 20. |
| 41. | 11. | The Search for Super Guy                 | Szupersrác nyomában                   | Tricia Garcia                                | Amanda Domenech                                                | 2024. október 19.    | 2025. június 2.    |
| 41. | 11. | Lorraine, Rattle, and Roll               | Lorraine, Rattle és Roll              | Jordan Rosato                                | Filip Jeremic                                                  | 2024. október 19.    | 2025. június 2.    |
| 42. | 12. | Last Train to Dullsville                 | Utolsó vonat Sivárville-be            | Bob Bowen                                    | Alexis Pereira                                                 | 2025. január 12.     | 2025. június 3.    |
| 42. | 12. | Fred of State                            | ÁllamFred                             | Tricia Garcia                                | Alex Estrada                                                   | 2025. január 12.     | 2025. június 3.    |
| 43. | 13. | Hamster Ex Machina                       | Hörcsi Ex Machina                     | Jordan Rosato                                | Jim Bernstein                                                  | 2025. január 19.     | 2025. június 4.    |
| 43. | 13. | Awkwardly Ever After                     | Kínosan éltek, míg meg nem haltak     | Erik Kling                                   | Valerie Breiman                                                | 2025. január 19.     | 2025. június 4.    |
| 44. | 14. | Paging Doctor Potatini                   | Dr. Potatinit hívják                  | Tricia Garcia                                | Joanna Hausmann                                                | 2025. január 26.     | 2025. június 5.    |
| 44. | 14. | Snazzy Pantzz                            | Vagány gatyó                          | Jordan Rosato                                | Claire Epstein                                                 | 2025. január 26.     | 2025. június 5.    |
| 45. | 15. | Gentlemen Prefer Fronds                  | Az urak a páfrányt szeretik           | Erik Kling                                   | Filip Jeremic                                                  | 2025. február 2.     | 2025. június 6.    |
| 45. | 15. | Sock It To Me, Bailey!                   | Büdizz be, Bailey!                    | Tricia Garcia                                | Amanda Domenech                                                | 2025. február 2.     | 2025. június 6.    |
| 46. | 16. | No Powers Day                            | Szuprererőmentes nap                  | Jordan Rosato                                | Jim Bernstein                                                  | 2025. március 16.    | 2025. június 16.   |
| 46. | 16. | Everybody Loves Main Computer            | Mindenki imádja a Főszámítógépet      | Erik Kling                                   | Alex Estrada                                                   | 2025. március 16.    | 2025. június 16.   |
| 47. | 17. | Gretel Keeps It Reel                     | Gretel és a horgászverseny            | Tricia Garcia                                | Alexis Pereira                                                 | 2025. március 23.    | 2025. június 17.   |
| 47. | 17. | Squeaky Friday                           | Pánikolós péntek                      | Jordan Rosato                                | Valerie Breiman                                                | 2025. március 23.    | 2025. június 17.   |
| 48. | 18. | Gran Slam                                | A nagyik csatája                      | Erik Kling                                   | Joanna Hausmann és Filip Jeremic                               | 2025. március 30.    | 2025. június 18.   |
| 48. | 18. | The Art of Deception                     | A megtévesztés művészete              | Tricia Garcia                                | Joseph Chang és Tammy Manis                                    | 2025. március 30.    | 2025. június 18.   |
| 49. | 19. | Miss Direct                              | Közvetlen kisasszony                  | Jordan Rosato                                | Amanda Domenech és Claire Epstein                              | 2025. április 6.     | 2025. június 19.   |
| 49. | 19. | Trading Faces                            | Arccsere                              | Erik Kling                                   | Valerie Breiman és Filip Jeremic                               | 2025. április 6.     | 2025. június 19.   |
| 50. | 20. | Who's Afraid of Mordros the Annihilator? | Ki fél Mordrostól, a megsemmisítőtől? | Tricia Garcia és Jordan Rosato               | Jim Bernstein, Alexis Pereira, Alex Estrada és Joanna Hausmann | 2025. április 13.    | 2025. június 20.   |

## A sorozat készítése
2020 októberében jelentették, hogy a Phineas és Ferb és Milo Murphy törvénye társalkotója, Dan Povenmire egy új animációs sorozatot fejleszt 20 epizódos megrendeléssel a Disney Channel számára, Gretel és a hörcsög címmel, a Disney Television Animation producerével. Hörcsög karaktere egy rajzból származik, amelyet a vázlatlapjára készített a Disney+ film, a Phineas és Ferb, a film: Candace az Univerzum ellen fejlesztése során. Később finomított rajta, miközben Povenmire a családjával nyaralt Arubán. A sorozat Povenmire első projektje showrunnerként Jeff "Swampy" Marsh nélkül, mivel utóbbi saját projekteket fejleszt, miután létrehozta saját stúdióját. 2021 szeptemberében Joanna Hausmann csatlakozott a sorozathoz, mint vezető író és társproducer.